# 革命家庭
《革命家庭》是1961年中国剧情片，由水华执导，夏衍和水华编剧。夏衍、水华凭借这部电影获得了第一届大眾電影百花獎最佳編劇。

## 演员表
- 孙道林
- 于兰
- 张亮
- 石小满